# NGC 273
NGC 273 es una galaxia lenticular de la constelación de Cetus. 
Fue descubierta el 10 de septiembre de 1785 por el astrónomo William Herschel.